# 圣帕尔杜 (多姆山省)
圣帕尔杜（法語：Saint-Pardoux，法語發音：[sɛ̃ paʁdu]）是法国多姆山省的一个市镇，位于该省北部偏西，属于里永区。

## 地理
圣帕尔杜（46°3'24"N, 3°1'2"E）面积15.99 平方千米，位于法国奥弗涅-罗讷-阿尔卑斯大区多姆山省，该省份为法国中南部省份，北起阿列省接壤，东临卢瓦尔省，南至上盧瓦爾省和康塔爾省，西接科雷兹省和克勒兹省。
与圣帕尔杜接壤的市镇（或旧市镇、城区）包括：布洛莱格利斯、马尔西亚、普佐勒、圣伊莱尔拉克鲁瓦、圣雷米德布洛。

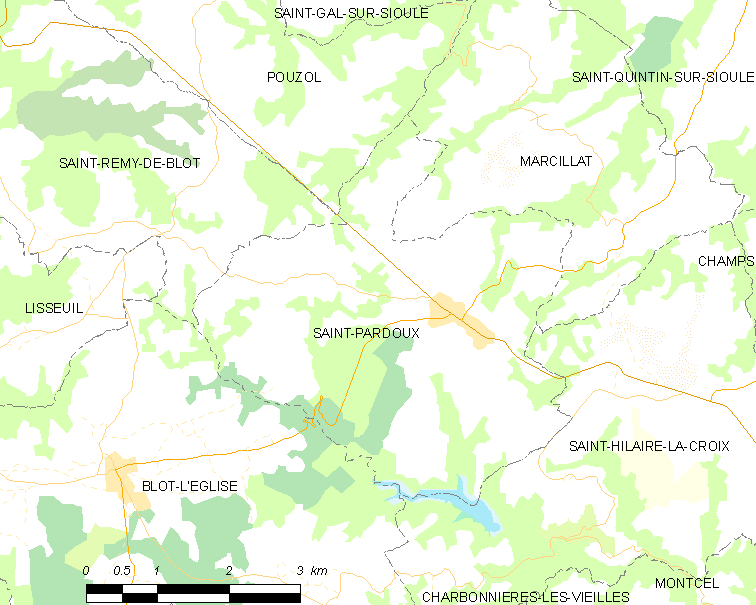
的OSM定位图

圣帕尔杜的时区为UTC+01:00、UTC+02:00（夏令时）。

## 行政
圣帕尔杜的邮政编码为63440，INSEE市镇编码为63382。

## 政治
圣帕尔杜所属的省级选区为圣乔治德蒙斯县。

## 人口

1962-2008年间人口变化图示

圣帕尔杜于2022年1月1日时的人口数量为428人。